# Ross Fisher
Ross Daniel Fisher (født 22. november 1980 i Ascot, England) er en engelsk golfspiller, der (pr. oktober 2010) står noteret for fire sejre på Europa Touren gennem sin professionelle karriere. Hans bedste resultat i en Major-turnering er en 5. plads, som han opnåede ved US Open i år 2009.
Fisher repræsenterede i 2010 det europæiske hold ved Ryder Cuppen.

## Turneringssejre
- 2007: The KLM Open
- 2008: European Open
- 2009: Volvo World Match Play Championship
- 2010: 3 Irish Open